# Carolina Teotino
Carolina Teotino-Tattko (* als Carolina Teotino Márquez 1982 in Barcelona) ist eine spanische Ägyptologin. Sie ist Kuratorin der Ägyptischen Sammlung der Universität Tübingen.

## Leben und Leistungen
Carolina Teotino Márquez studierte zunächst von 2001 bis 2005 Kunstgeschichte an der Autonomen Universität Barcelona. Dort schloss sie das Studium mit der Erlangung des Grades Licenciada en Historia del Arte ab. Von 2006 bis 2014 wirkte sie als freie Mitarbeiterin im von Farouk Gomaà geleiteten Grabungsprojekt am Grab des Monthemhat (TT34) mit und war zudem Mitarbeiterin des von Louise Gestermann geleiteten Projektes Die bildliche und textliche Ausgestaltung des Weges zur Sargkammer. Zum Dekorationsprogramm in der spätzeitlichen Grabanlage des Monthemhet (TT 34) in Theben-West der Fritz Thyssen Stiftung an der Universität Tübingen. 2007 begann sie parallel dazu mit einem Zweitstudium der Ägyptologie an der Universität Tübingen, das sie 2013 mit dem Magistra-Titel abschloss. Neben dem Studium und der Mitarbeit an den Projekten zum Grab des Monthemhat arbeitete sie in der Zeit auch an weiteren Tübinger Projekten mit, so an dem mit der Heidelberger Akademie der Wissenschaften gemeinsam betreuten Der Tempel als Kanon der religiösen Literatur Ägyptens, dem von Daniela Mendel-Leitz geleiteten Die Stiersärge aus Tell Abu-Yasin sowie dem von Christian Leitz geleiteten Projekt Athribis, die beiden Letzteren von der Deutschen Forschungsgemeinschaft (DFG) getragen. Von 2014 bis 2021 war Teotino-Tattko angestellte Wissenschaftliche Mitarbeiterin des Athribis-Projektes. Im Februar 2021 schloss sie ihre Promotion mit der Disputation in Tübingen ab. Nachdem sie von Mai bis September 2022 Wissenschaftliche Mitarbeiterin des DFG-Projektes Das Haus des Min im Horustempel von Edfu (Raum O): Eine dia- und synchrone Untersuchung zu Bedeutung, kultischer Funktion und Textgeschichte der Kapelle an der Universität Würzburg war, wurde sie zum August 2022 in Nachfolge von Susanne Beck Kuratorin der Ägyptischen Sammlung der Universität Tübingen und damit für eine der größten deutschen ägyptologischen Universitätssammlungen verantwortlich.
Teotino-Tattkos Forschungsschwerpunkte liegen bei den Inschriften sowie dem Kult und der Dekorationssystematik der Tempel der griechisch-römischen Zeit Altägyptens, bei der Altägyptischen Religion sowie der Funerärkunst und -kultur der Spätzeit und der griechisch-römischen Zeit.

## Publikationen (Auswahl)
- Das Sargensemble der Taditjaina. Auf der Suche nach Unsterblichkeit im Alten Ägypten (= Kleine Monographien des MUT. Band 15). Museum der Universität Tübingen, Tübingen 2021, ISBN 978-3-9819182-4-3.
  - englische Ausgabe: The Sarcophagus Ensemble of Taditjaina. Searching for Immortality in Ancient Egypt (= Kleine Monographien des MUT. Band 16). Museum der Universität Tübingen, Tübingen 2021, ISBN 978-3-9819182-5-0.
- mit Louise Gestermann und Mareike Wagner: Die Grabanlage des Monthemhet (TT 34) I. Der Weg zur Sargkammer (R 44.1 bis R 53) (= Studien zur spätägyptischen Religion. Band 31). 4 Bände, Harrassowitz Verlag, Wiesbaden 2021, ISBN 978-3-447-11499-8 (Print), ISBN 978-3-447-39149-8 (E-Book).
- Der Schutz des Osiris. Eine Studie zu den apotropäischen Gottheiten auf den Kairener Sarkophagen des Djedher (CG 29304) und Anchhapi (CG 29303) (= Studien zur spätägyptischen Religion. Band 35). 2 Bände, Harrassowitz, Wiesbaden 2022, ISBN 978-3-447-11712-8.